# 奥尔费奥·切科纳托
奥尔费奥·切科纳托（義大利語：Orfeo Cecconato，1969年11月1日—），澳大利亚男子轮椅篮球运动员。他曾代表澳大利亚参加1996年夏季残疾人奥林匹克运动会轮椅篮球比赛，获得一枚金牌。